# Вествил (Индијана)
Вествил (енгл. Westville) град је у америчкој савезној држави Индијана.

## Демографија
По попису из 2010. године број становника је 5.853, што је 3.737 (176,6%) становника више него 2000. године.
| Група             | 2000.         | 2010.         |
| Белци             | 2.029 (95,9%) | 3.966 (67,8%) |
| Афроамериканци    | 26 (1,2%)     | 1.468 (25,1%) |
| Азијати           | 6 (0,3%)      | 20 (0,3%)     |
| Хиспаноамериканци | 19 (0,9%)     | 368 (6,3%)    |
| Укупно            | 2.116         | 5.853         |